# 地下水瀑布
地下水瀑布（ちかすいばくふ、groundwater cascade）とは、帯水層中の地下水の形状のひとつであり、地下水面が急激に低くなっている現象、またその場所を指す。
また、地下水瀑布が直線状に連続していることを地下水瀑布線と呼ぶ。
地下水の流れを阻む不透水性の地層や岩石が存在している場合、自由地下水を支える不透水性・難透水性の地層がなくなった場合、または階段状に低下している場合などにみられる。